# فيلي ماكفرلين
فيلي ماكفرلين (بالإنجليزية: Willie McFarlane)‏ (1 أكتوبر 1923 - 1 أكتوبر 1998) هو لاعب كرة قدم بريطاني (وحمل سابقاً جنسية المملكة المتحدة لبريطانيا العظمى وأيرلندا) في مركز جناح ‏. لعب مع نادي كيلمارنوك.